# Ayuntamiento de Siero
El Ayuntamiento de Siero es el órgano encargado del gobierno y administración del municipio de Siero, situado en el Principado de Asturias, España. Está presidido por el alcalde. En 2023 ocupa dicho cargo Ángel Antonio García González, del FSA-PSOE.

## Alcaldes
| Periodo   | Nombre                                                                        | Partido                                                         |
| --------- | ----------------------------------------------------------------------------- | --------------------------------------------------------------- |
| 1979-1983 | Manuel Marino Villa Díaz                                                      | Federación Socialista Asturiana (FSA-PSOE)                      |
| 1983-1987 | Manuel Marino Villa Díaz                                                      | Federación Socialista Asturiana (FSA-PSOE)                      |
| 1987-1991 | Manuel Marino Villa Díaz                                                      | Federación Socialista Asturiana (FSA-PSOE)                      |
| 1991-1995 | Manuel Marino Villa Díaz                                                      | Federación Socialista Asturiana (FSA-PSOE)                      |
| 1995-1999 | José Aurelio Álvarez Fernández                                                | Partido Popular (PP)                                            |
| 1999-2003 | Juan José Corrales Montequín                                                  | Federación Socialista Asturiana (FSA-PSOE)                      |
| 2003-2007 | Juan José Corrales Montequín                                                  | Federación Socialista Asturiana (FSA-PSOE)                      |
| 2007-2011 | Juan José Corrales Montequín (2007-2010) José Antonio Noval Cueto (2010-2011) | Federación Socialista Asturiana (FSA-PSOE) Partido Popular (PP) |
| 2011-2015 | Guillermo Martínez Suárez (2011-2012) Eduardo Martínez Llosa (2012-2015)      | Federación Socialista Asturiana (FSA-PSOE) Foro Asturias (FAC)  |
| 2015-2019 | Ángel Antonio García González                                                 | Federación Socialista Asturiana (FSA-PSOE)                      |
| 2019-2023 | Ángel Antonio García González                                                 | Federación Socialista Asturiana (FSA-PSOE)                      |
| 2023-act. | Ángel Antonio García González                                                 | Federación Socialista Asturiana (FSA-PSOE)                      |

## Pleno
| Partido político    | Partido político                                                                | 1979   | 1983   | 1987   | 1991   | 1995   | 1999   | 2003   | 2007   | 2011   | 2015   | 2019   | 2023   |
| Partido político    | Partido político                                                                | Ediles | Ediles | Ediles | Ediles | Ediles | Ediles | Ediles | Ediles | Ediles | Ediles | Ediles | Ediles |
|                     | Federación Socialista Asturiana (FSA-PSOE)                                      | 9      | 14     | 10     | 10     | 6      | 8      | 8      | 8      | 7      | 7      | 12     | 13     |
|                     | Alianza Popular (AP)-Partido Popular (PP)                                       | —      | 4      | 4      | 4      | 10     | 10     | 10     | 8      | 6      | 3      | 3      | 7      |
|                     | Vox                                                                             | —      | —      | —      | —      | —      | —      | —      | —      | —      | 0      | 1      | 2      |
|                     | Partido Comunista de España (PCE)-Izquierda Unida (IU)-Bloque por Asturies (BA) | 4      | 2      | 3      | 3      | 3      | 2      | 2      | 1      | 3      | 3      | 3      | 1      |
|                     | Plataforma Vecinal La Fresneda (PVF)                                            | —      | —      | —      | —      | —      | —      | —      | 1      | 2      | 1      | 1      | 1      |
|                     | Somos-Podemos                                                                   | —      | —      | —      | —      | —      | —      | —      | —      | —      | 4      | 2      | 1      |
|                     | Foro Asturias (FAC)                                                             | —      | —      | —      | —      | —      | —      | —      | —      | 6      | 5      | 1      | 0      |
|                     | Ciudadanos (CS)                                                                 | —      | —      | —      | —      | —      | —      | —      | —      | —      | 1      | 2      | 0      |
|                     | Partido Independiente de Siero (PINSI)                                          | —      | —      | —      | —      | —      | —      | —      | 2      | 0      | 1      | 0      | —      |
|                     | Conceyu Astur Conceyu (CAC)                                                     | —      | —      | —      | 3      | 2      | 1      | 1      | 1      | 1      | 0      | —      | —      |
|                     | Unión de Centro Democrático (UCD)-Centro Democrático y Social (CDS)             | 8      | —      | 4      | 1      | —      | —      | —      | —      | —      | —      | —      | —      |
|                     | Independientes                                                                  | —      | 1      | —      | —      | —      | —      | —      | —      | —      | —      | —      | —      |
| Total de concejales | Total de concejales                                                             | 21     | 21     | 21     | 21     | 21     | 21     | 21     | 21     | 25     | 25     | 25     | 25     |

## Resultados electorales
| Partido político                           | 2023  | 2023   | 2023       | 2019  | 2019   | 2019       | 2015  | 2015  | 2015       | 2011  | 2011  | 2011       | 2007  | 2007  | 2007       |
| Partido político                           | %     | Votos  | Concejales | %     | Votos  | Concejales | %     | Votos | Concejales | %     | Votos | Concejales | %     | Votos | Concejales |
| Federación Socialista Asturiana (FSA-PSOE) | 43,88 | 11 501 | 13         | 39,80 | 10 097 | 12         | 24,62 | 6204  | 7          | 23,20 | 6201  | 7          | 33,20 | 8343  | 8          |
| Partido Popular (PP)                       | 23,50 | 6161   | 7          | 11,51 | 2920   | 3          | 12,50 | 3149  | 5          | 20,15 | 5386  | 6          | 33,01 | 8295  | 8          |
| Vox                                        | 8,94  | 2343   | 2          | 6,18  | 1568   | 1          | 0,54  | 137   | 0          | —     | —     | —          | —     | —     | —          |
| Izquierda Unida (IU)                       | 6,70  | 1757   | 1          | 9,37  | 2378   | 3          | 11,41 | 2876  | 3          | 9,89  | 2642  | 3          | 7,82  | 1966  | 1          |
| Plataforma Vecinal La Fresneda (PVF)       | 6,21  | 1637   | 1          | 5,20  | 1346   | 1          | 5,71  | 1439  | 1          | 7,11  | 1900  | 2          | 6,21  | 1577  | 1          |
| Podemos-Somos Siero                        | 5,40  | 1417   | 1          | 8,21  | 2083   | 2          | 14,67 | 3697  | 4          | —     | —     | —          | —     | —     | —          |
| Foro Asturias (FAC)                        | 2,49  | 653    | 0          | 5,73  | 1455   | 1          | 15,97 | 4025  | 7          | 20,64 | 5516  | 6          | —     | —     | —          |
| Ciudadanos (CS)                            | 0,91  | 241    | 0          | 8,63  | 2191   | 2          | 5,31  | 1338  | 1          | —     | —     | —          | —     | —     | —          |
| Concejo                                    | —     | —      | —          | —     | —      | —          | 1,89  | 477   | 0          | 5,11  | 1366  | 1          | —     | —     | —          |
| Partido Independiente de Siero (PINSI)     | —     | —      | —          | —     | —      | —          | 5,30  | 1336  | 1          | 4,99  | 1333  | 0          | 8,98  | 2256  | 2          |
| Conceyu Astur Conceyu (CAC)                | —     | —      | —          | —     | —      | —          | —     | —     | —          | —     | —     | —          | 7,00  | 1758  | 1          |

## Evolución de la deuda viva municipal
El concepto de deuda viva contempla sólo las deudas con cajas y bancos relativas a créditos financieros, valores de renta fija y préstamos o créditos transferidos a terceros, excluyéndose, por tanto, la deuda comercial.
| Gráfica de evolución de la deuda viva del Ayuntamiento entre 2008 y 2023                        |
|                                                                                                 |
| Deuda viva del Ayuntamiento de Siero, en miles de euros, según datos del Ministerio de Hacienda |